# Oecobius teliger
Oecobius teliger är en spindelart som beskrevs av O. Pickard-Cambridge 1872. Oecobius teliger ingår i släktet Oecobius och familjen Oecobiidae.
Artens utbredningsområde är Libanon. Inga underarter finns listade i Catalogue of Life.